# 聖安德魯區 (聖文森及格瑞那丁)
聖安德魯區（英語：Saint Andrew Parish）是聖文森及格瑞那丁的一個行政教區，首府在拉尤。聖安德魯區面積29 km²，人口在2000年有6,700人。

## 聚居地
以下是位於聖安德魯區的聚居地：
- Camden Park（13°10′21″N 61°14′29″W / 13.17250°N 61.24139°W）[2]
- Chauncey（13°10′N 61°14′W / 13.167°N 61.233°W）
- Clare Valley（13°10′N 61°15′W / 13.167°N 61.250°W）
- Dubois（13°11′N 61°14′W / 13.183°N 61.233°W）
- Edinboro（13°09′35″N 61°14′11″W / 13.15972°N 61.23639°W）[3]
- Francois（13°12′N 61°13′W / 13.200°N 61.217°W）
- Liberty Lodge（13°09′57″N 61°13′54″W / 13.16583°N 61.23167°W）
- Montrose（13°10′N 61°14′W / 13.167°N 61.233°W）
- Pembroke（13°11′N 61°15′W / 13.183°N 61.250°W）
- 奎斯特尔斯（英语：Questelles）（13°10′N 061°14′W / 13.167°N 61.233°W）
- Redemption（13°09′52″N 61°13′46″W / 13.16444°N 61.22944°W）
- 佛蒙特（英语：Vermont, Saint Vincent and the Grenadines）（13°12′N 61°13′W / 13.200°N 61.217°W）

1. ↑  . National Geospatial-Intelligence Agency.   [2 March 2013]. （原始内容存档于2017-03-18）.
2. ↑  . Wikimapia.   [3 March 2013]. （原始内容存档于2020-01-03）.
3. ↑  . Wikimapia.   [3 March 2013]. （原始内容存档于2019-12-26）.